# 雨宮栄一 (米文学者)
雨宮 栄一（あめみや えいいち、1936年 - ）は、日本のアメリカ文学者。家庭問題評論家。
テネシー・ウィリアムズを専門としたが、家族論などの著作もある。

## 来歴
埼玉県生まれ。1965年早稲田大学大学院英文科修士課程修了。大東文化大学、早大講師などをへて群馬県立女子大学教授。

## 著書
- 『知的成熟と苦悩 アメリカ文学私観』学芸書林 1985.7
- 『ふれあいの人間学 文学に学ぶ「うるおい」の世界』文化書房博文社 1988.2
- 『いま、家族に何が必要か 家庭のなかの「人間学」』文化書房博文社 1991.2 （『家族とどう生きたらよいか』2004）
- 『テネシー・ウィリアムズ台詞論』鳳書房 1997.9
- 『自分づくりの発想 文学に学ぶ「ふれあい」の人間学』文化書房博文社 1999.1

## 翻訳
- 『いなごの大群に逢う』ディビット・ガーネット 大東出版センター 1972 (ポローニアブックス)
- 『ルビオとモレナ』テネシー・ウィリアムズ 学芸書林 1980・2

## 参考
- 『英語年鑑』[要文献特定詳細情報]